# Fulko von Krakau
Fulko von Krakau († 1207 in Krakau) war ab 1185 Bischof von Krakau. 

## Leben
Fulko stammte aus dem Adelsgeschlecht der Lis und war zunächst Dekan des Domkapitels in Krakau. Er wurde 1185 als Krakauer Bischof vom polnischen Seniorherzog Kasimir dem Gerechten eingesetzt, dessen treuer Parteigänger und Mitarbeiter er war. Nach dem Tod Kasimirs übte er zusammen mit dem Krakauer Woiwoden Mikołaj Gryfita die Regentschaft für die minderjährigen Söhne Kasimirs aus. In der Kirchenpolitik unterstützte er die gregorianischen Reformen und die Privilegierung des Krakauer Bistums gegenüber den anderen polnischen Bistümern. In Krakau förderte er die Gründung eines Spitals und eines Armen- und Krankenhauses. Nach seinem Tod wurde er in der Wawel-Kathedrale beigesetzt. 